# Brand (Oberhof)
Der Brand ist mit einer Höhe von 900,9 m der neunthöchste Berg des Thüringer Waldes.

## Lage
Der Brand liegt etwa 5 km westlich von Oberhof, unmittelbar südlich des Rennsteig zwischen Grenzadler und Wachsenrasen.